# Mihăești (gmina w okręgu Ardżesz)
Mihăești – gmina w Rumunii, w okręgu Ardżesz. Obejmuje miejscowości Drăghici, Furnicoși, Mihăești, Rudeni, Valea Bradului, Valea Popii i Văcarea. W 2011 roku liczyła 5909 mieszkańców.